# Posnjakite
La posnjakite è un minerale, un solfato basico e idrato di rame, appartenente al gruppo della langite.
Il nome deriva da Eugene Waldemar Posnjak (1888 - 1949), geochimico e mineralogista statunitense.
Descritta per la prima volta da Aleksandr Ivanovich Komkov (1926 - 1987), mineralogista e cristallografo russo, nel 1967.

## Morfologia
I cristalli sono tabulari, molto fini, di forma allungata. In cristalli allungati, forma anche delle incrostazioni aderenti alle zone di ossidazione e aggregati di forma arborescente.

## Origine e giacitura
La genesi, come per la langite è secondaria, nelle zone di ossidazione dei giacimenti di rame; la paragenesi è con langite, auricalcite, e gesso.

## Caratteri fisico-chimici
Insolubile in acqua, solubile in ammoniaca e negli acidi.

## Località di ritrovamento
A Špania Dolina, in Slovacchia; a Wittichen, in Germania e nei depositi di Nura-Taldy, nel Kazakistan.